# Sakura Gari
Sakura Gari (japonès: 櫻狩り, lit. 'La caça de la flor del cirerer') és un manga yaoi japonès escrit i dibuixat per Yuu Watase.

## Argument
En el novè any de l'era Taishō (1920), un jove de 17 anys, Tagami Masataka, vol entrar en un institut que li permeti accedir a la Universitat de Tòquio. Per garantir el seu sosteniment econòmic, entra com a criat a casa dels Sōma, una família adinerada que amaga secrets. Hi coneix el fill, Saiki, un bell i misteriós jove de 25 anys. A partir d'aquest moment, la vida de Tagami esdevé un embolic.

## Publicació
El manga ha estat escrit i il·lustrat per Yuu Watase, el primer de gènere yaoi que ha creat. Va ser publicat periòdicament per part de l'editorial Shogakukan a la revista Rinka, que surt cada tres o quatre mesos, entre el 15 de juny de 2007 i el 14 de gener de 2010. Entre 2008 i 2010 l'obra va ser publicada en tres volums en format tankobon. El 2016 se'n va fer una reedició.
| Títol                         | Data de publicació | Data de reedició   |             |
| ----------------------------- | ------------------ | ------------------ | ----------- |
| Sakura Gari Ue (櫻狩り 上)    | 18 d'abril de 2008 | 8 d'abril de 2016  | [ 3 ] [ 5 ] |
| Sakura Gari Naka (櫻狩り 中)  | 6 de març de 2009  | 10 de maig de 2016 | [ 6 ] [ 7 ] |
| Sakura Gari Shita (櫻狩り 下) | 8 de març de 2010  | 10 de juny de 2016 | [ 8 ] [ 9 ] |